# Fort Langley-Aldergrove (circonscription britanno-colombienne)
Pour les articles homonymes, voir Aldergrove.
Circonscription électorale provinciale du Canada
Fort Langley-Aldergrove est une ancienne circonscription provinciale de la Colombie-Britannique représentée à l'Assemblée législative de la Colombie-Britannique de 1991 à 2017.

## Géographie
La circonscription était établie dans la région de Fort-Langley et d'Aldergrove dans le sud-ouest de la province.

## Liste des députés
| Législature                                                                    | Années                  | Député                  | Député                  | Parti                   |
| Fort Langley-Aldergrove                                                        | Fort Langley-Aldergrove | Fort Langley-Aldergrove | Fort Langley-Aldergrove | Fort Langley-Aldergrove |
| ------------------------------------------------------------------------------ | ----------------------- | ----------------------- | ----------------------- | ----------------------- |
| 35e                                                                            | 1991–1996               |                         | Gary Farrell-Collins    | Libéral                 |
| 36e                                                                            | 1996–2001               |                         | Rich Coleman            | Libéral                 |
| 37e                                                                            | 2001–2005               |                         | Rich Coleman            | Libéral                 |
| 38e                                                                            | 2005–2009               |                         | Rich Coleman            | Libéral                 |
| 39e                                                                            | 2009–2013               |                         | Rich Coleman            | Libéral                 |
| 40e                                                                            | 2013–2017               |                         | Rich Coleman            | Libéral                 |
| Circonscription abolie, voir Langley East, Abbotsford South et Abbotsford West |                         |                         |                         |                         |